# Rafael Atienza y Huertos
Rafael Atienza y Huertos (Ronda, Octubre de 1822-Ronda, Febrero de 1902) fue un escritor español, marqués de Salvatierra.

## Biografía
Nacido en la localidad andaluza de Ronda, según Ossorio y Bernard en octubre de 1822, ostentó el título de marqués de Salvatierra. En 1845 fundó en Ronda El Guadalevín y en 1846 El Serrano. Más tarde dirigió El Rondeño, La Crónica de la Serranía y El Avisador Rondeño, además de colaborar en La Floresta Rondeña, El Ramillete y otras publicaciones. Falleció en su ciudad natal en febrero de 1902.